# Holger Louis Nielsen
Holger Louis Nielsen (født 18. december 1866, København, død 26 januar 1955, Hellerup) var en dansk fægter, skytte og atlet. Holger Nielsen var endvidere udvikler af håndboldspillet og opfandt og udbredte en metode til genoplivning af druknede m.v., kaldet Holger Nielsen-metoden.

## Ungdom, militærkarriere og civilkarriere
Nielsen ønskede at blive læge, men forældrenes midler var for små for at betale universitetsstudier. Han blev optaget på Hærens elevskole i 1881. Efter elevtiden blev han 1884 overflyttet til artilleriet og blev udnævnt til sergent. Han blev optaget på Hærens Gymnastikskole, hvor man bl.a. dyrkede sabelfægtning, volteringsøvelser og bajonetfægtning. 1887 aflagde han kompagnilærerprøve for at undervise i gymnastik og våbenøvelser. Han blev herefter optaget på Hærens Elevskoles gymnastiklæreruddannelse. Kort efter uddannelsen blev han ansat på Sorø Akademi som gymnastiklærerassistent. Efter to år på skole vendte han tilbage til militærets officersuddannelse og 1891 blev han udnævnt til løjtnant. Han blev efter udnævnelsen gift med Julie Klæbel. 
Nielsen var lærer på Ordrup Latin- og Realskole fra 1891 til 1914 og blev senere forstander for Danmarks Højskole for Legemsøvelser. Forstander på Statens Gymnastikinstitut 1927-1930. Efter 1. verdenskrig kom Nielsen 1919 til Gentofte Kommune som idrætsinspektør, en stilling han beholdt i 25 år. Han var formand for Københavns Fodsports-Forening 1897-1898. Han var med til at stifte Danmarks Gymnastik Forbund 1899 og Dansk Svømme og Livrednings Forbund 1907 var DS&LFs formand 1910-1920.

## Deltager ved OL i 1896
Nielsen var en af tre danske deltagere i de første olympiske lege i Athen i 1896. Nielsens vigtigste idrætsgren var fægtning, hvor han konkurrerede i sabel, i hvilken disciplin han vandt en bronzemedalje ved OL. Der besejrede han østrigeren Adolf Schmal og grækeren Georgios Latridis, men tabte til grækerne Telemachos Karakalos og Ioannis Georgiadis. 
Nielsen deltog i flere af de olympiske skydediscipliner. Han blev nummer fem i militær pistol 25 meter og vandt en bronzemedalje i rapid fire pistol. Hans bedste resultat ved OL blev overraskende en sølvmedalje i fri pistol; hans score på 285 point var langt efter amerikaneren Sumner Paines 442 point, men tilstrækkeligt til at slå de tre andre skytter i konkurrencen. Hans score for hver af de fem serier a 6 skud var 12, 85, 62, 24 og 100. 
Nielsen deltog også i diskoskast. Han var ikke blandt de fire første, resultatet er uklart, han sluttede på en plads mellem fem og ni.
De tre deltagere måtte selv samle penge ind til rejsen.
Ved de Olympiske Mellemlege i 1906 i Athen var damegymnastik på programmet. Nielsen modtog en guldmedalje som leder af det danske gymnastikhold. 

## Udvikling af håndbold
Nielsen begyndte i 1898 at eksperimentere med et boldspil med hænderne, netop fordi forholdene på Ordrup Latin- og Realskole ikke tillod traditionelt fodboldspil. Den begrænsede plads i skolegården og forbuddet mod at sparke til bolden, når skolelederen var til stede, førte Nielsen til at udvikle et alternativ — et spil, hvor bolden i stedet blev kastet med hænderne. Dette blev starten på det, vi i dag kender som håndbold. Han spillede en vigtig rolle i håndboldens tidlige udvikling. Han udgav i 1906 bogen "Vejledning i håndbold", hvor han præsenterede et af de første kendte regelsæt for sporten. Dette var med til at lægge grunden for håndboldens videre udvikling, især i Danmark. Rasmus Nicolaj Ernst omkring 1897 spillede en form for "håndbold" med elever på Borger- og Kommuneskolen i Nyborg. Samtidig udviklede Holger Nielsen i Ordrup sine egne håndboldregler, men det er sandsynligt, at de to pionerer ikke kendte til hinandens arbejde. Dermed opstod håndbold lignende spil uafhængigt af hinanden flere steder i Danmark i slutningen af 1800-tallet. En af de første dokumenterede håndboldkampe blev spillet i 1907 i Helsingør. Håndbold, som vi kender det i dag, udviklede sig i begyndelsen af det 20. århundrede i Nordeuropa, og Danmark spillede en central rolle i sportens tidlige historie. Kampen i Helsingør markerer dermed en vigtig milepæl i håndboldens udvikling. Det var en kamp mellem Holger Nielsens elever fra Ordrup Latin- og Realskole og et hold fra Helsingørs Højere Almene Skole hvor Ernst blev lærer i 1905. Ordrup vandt kampen 21-0. 

## Holger Nielsen-metoden
Nielsen opfandt og udbredte i 1932 en metode til genoplivning af druknede, kendt som Holger Nielsen-metoden. Metoden bestod i at placere den druknede på maven og bruge en rytmisk tryk- og løfteteknik for at simulere vejrtrækning. Den blev udbredt og anvendt internationalt i en årrække, men blev senere erstattet af mund til mund metoden, som viste sig at være mere effektiv.